# 13 Elbląski Pułk Przeciwlotniczy
13 Elbląski Pułk Przeciwlotniczy (13 pplot) – oddział Wojsk Obrony Przeciwlotniczej Sił Zbrojnych Rzeczypospolitej Polskiej.
Pułk wchodził w skład 16 Pomorskiej Dywizji Zmechanizowanej im. Króla Kazimierza Jagiellończyka. Stacjonował w garnizonie Elbląg.

## Tradycje
1. 13 Dywizjon Artylerii Przeciwlotniczej 1950–1967
2. 13 Pułk Artylerii Przeciwlotniczej 1967–1992
3. 13 Elbląski Pułk Przeciwlotniczy od 1992

## Historia

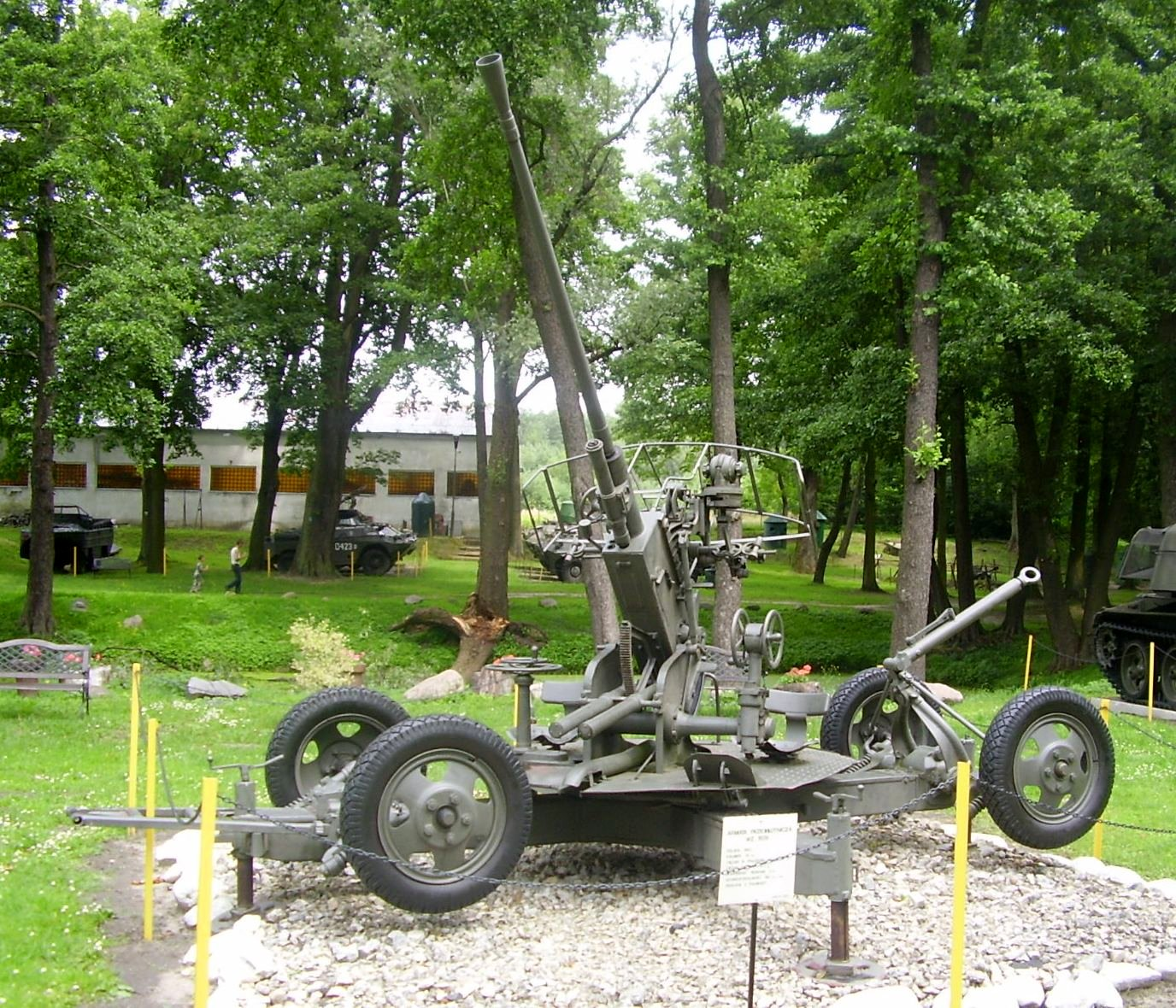
37 mm armata wz. 39 – pierwsze uzbrojenie jednostki

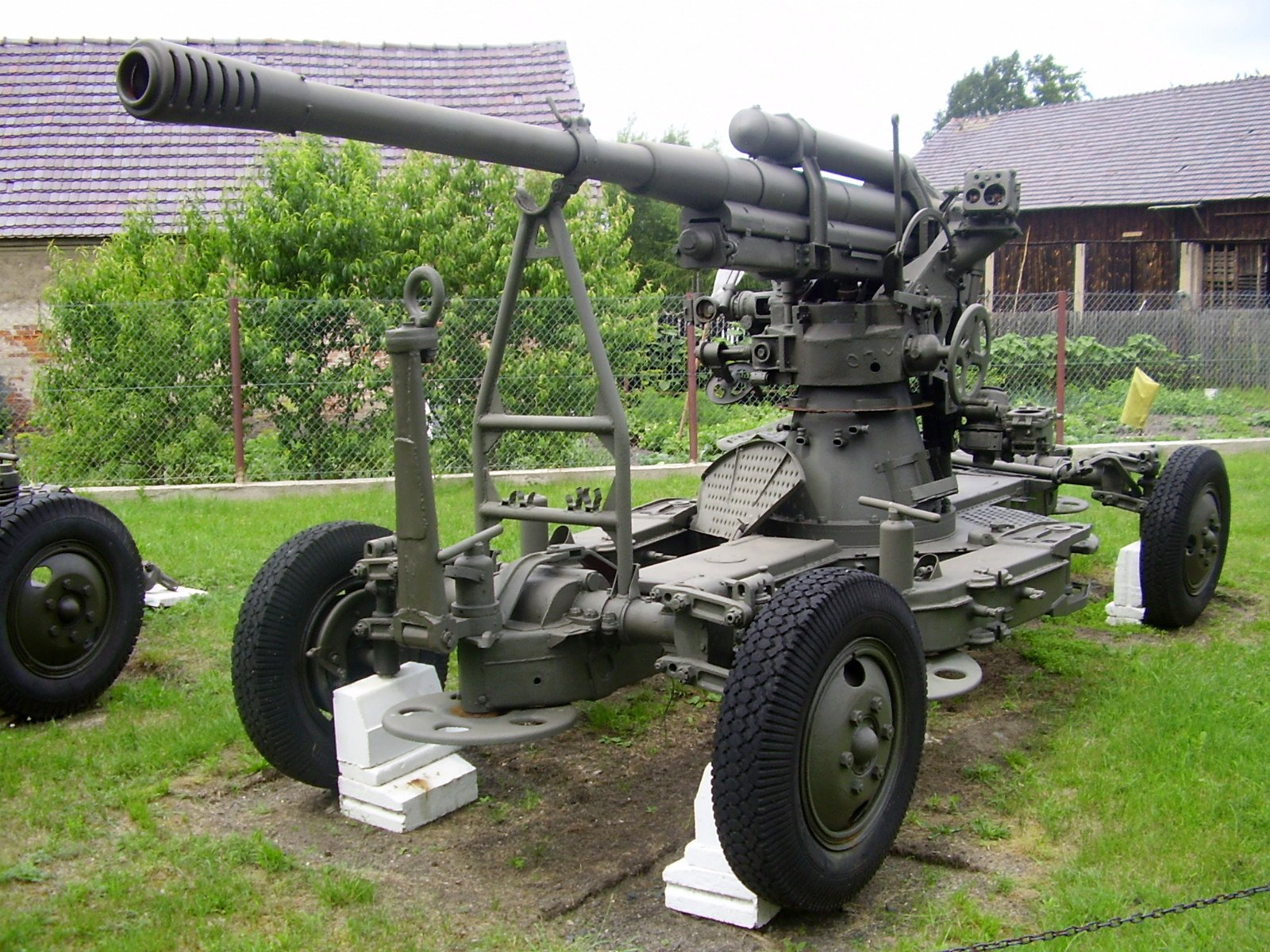
85 mm armata wz. 39 – uzbrojenie jednostki w latach 1955–1960

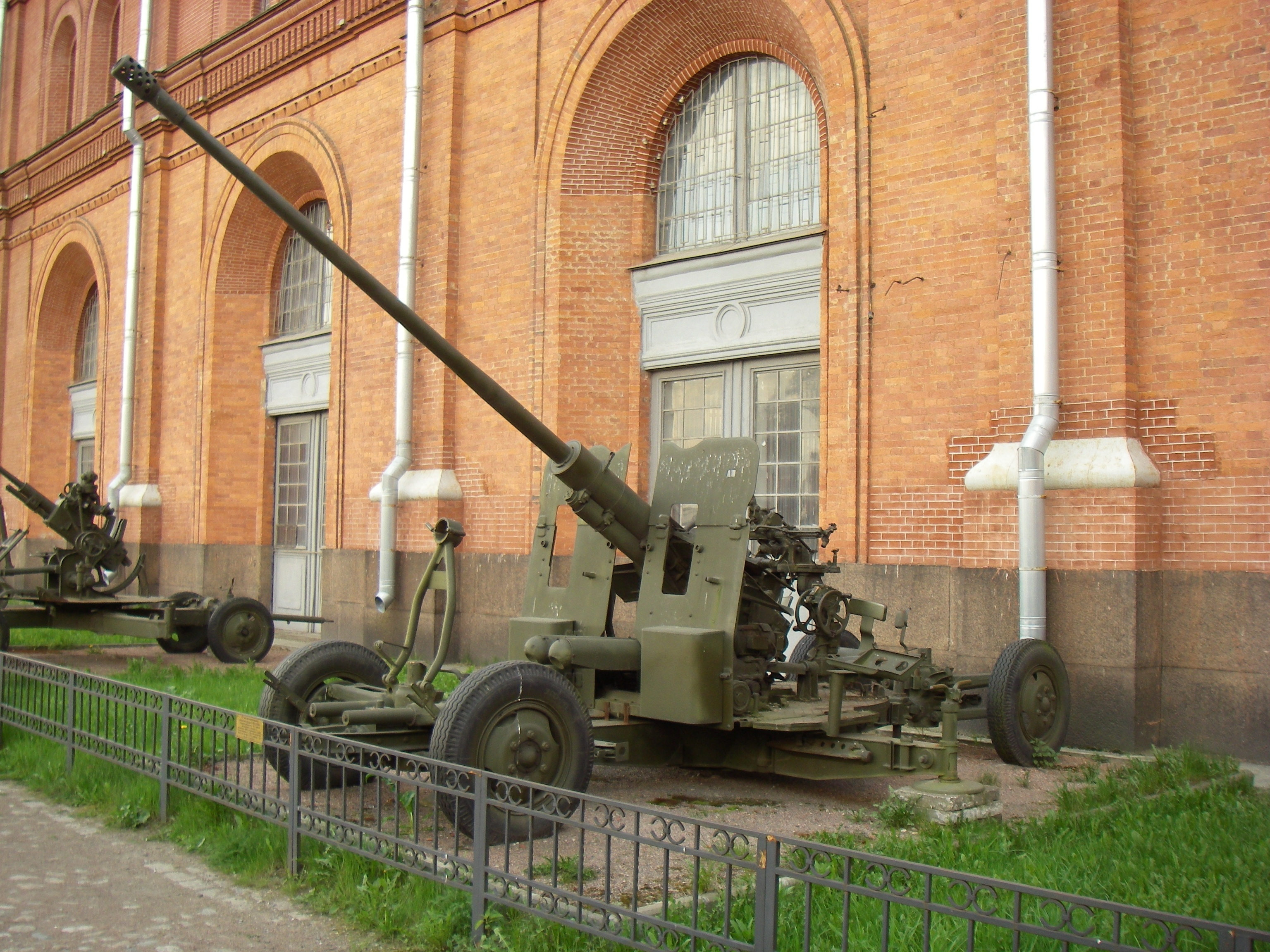
57 mm armata S-60 – uzbrojenie jednostki od 1960 do połowy lat 80.

Dywizjon został powołany rozkazem Ministra Obrony Narodowej nr 092/50 z dnia 1 września 1950, jako 13 Dywizjon Artylerii Przeciwlotniczej. Pierwszym dowódcą został mjr Kazimierz Pundyk. Jednostka składała się z trzech baterii przeciwlotniczych uzbrojonych w 21 37 mm armat przeciwlotniczych wz. 1939, które w 1955 zmieniono na 85 mm armaty przeciwlotnicze wz. 1939. Do końca 1960 baterie przezbrojono z kolei w armaty kalibru 57 mm (S-60).
5 listopada 1961 roku jednostka otrzymała swój pierwszy sztandar bojowy ufundowany przez społeczeństwo Elbląga, który wręczył w imieniu Rady Państwa dowódca 16 Dywizji Pancernej gen. bryg. Eugeniusz Molczyk. Sztandar przyjął dowódca jednostki kpt. Józef Ładyński.
W grudniu 1967 (rozkaz Szefa Sztabu POW nr 060 z dnia 13.10.1967) dywizjon został rozwinięty w pułk artylerii przeciwlotniczej, liczącej w latach 1968–1986 cztery baterie ogniowe po 6 armat przeciwlotniczych 57 mm (S-60) każda. W 1974 do pułku zostały wprowadzone ZRP WAZA i RSWP JAWOR.
Na przełomie lat 1986 i 1987 pułk został przezbrojony w zestawy rakietowe małego zasięgu KUB i wyposażony w zautomatyzowany system kierowania ogniem ZENIT. W 1994 w ramach restrukturyzacji w pułku utworzono dywizjon przeciwlotniczy, a w 2001 kolejny, w skład którego weszło pięć baterii startowych i bateria techniczna.
W 1992 w uznaniu zasług dla miasta i regionu zgodnie z uchwałą Rady Miasta Elbląga decyzją Ministra Obrony Narodowej nr 68/MON z dnia 29 sierpnia 1992 pułk otrzymał wyróżniającą nazwę „Elbląski” (13 Elbląski Pułk Przeciwlotniczy). W dniu 3 września 1994 pułk otrzymał nowy sztandar, który w imieniu Prezydenta Rzeczypospolitej Polskiej wręczył ówczesny dowódca Wojsk Obrony Przeciwlotniczej, gen. dyw. dr Tadeusz Jauer. Sztandar przyjął dowódca jednostki Andrzej Matuszak.
W czerwcu 2001 zgodnie z zarządzeniem Szefa Sztabu Generalnego WP nr 075/org./P5 z 5 maja 2001 r. w ramach realizacji 6. letniego planu restrukturyzacji Sił Zbrojnych, 13 pplot przeszedł na strukturę dywizjonową oraz dokonał zmiany strukturalnej sztabu i logistyki pułku dostosowując się do standardów NATO. W nowej strukturze pułk przyjął z różnych jednostek Wojsk Lądowych ponad 150 żołnierzy zawodowych, w tym liczny zastęp kadry ze zlikwidowanego 55 Pułku Przeciwlotniczego stacjonującego w Szczecinie Podjuchach.
Do ważnych wydarzeń w 2001 należy zaliczyć wizyty takie jak: wizytę przedstawicieli Armii Rumuńskiej pod dowództwem Dowódcy Wojsk Lądowych gen. broni dr Eugena Badalana, wizytę oficerów Bundeswehry z Dowódcą Połączonych Sztabów Europy Środkowej gen. Gotz F. E. Gliemerothem oraz w listopadzie oficerów 3 Dywizji Brytyjskiej. W trakcie pobytu delegacji żołnierze zapoznawali się z organizacją i procesem szkolenia, bazą szkoleniową oraz rejonem stacjonowania pułku.
13 Elbląski Pułk Przeciwlotniczy, będący w strukturze 16 Pomorskiej Dywizji Zmechanizowanej wszedł w latach 1991–1998 z podporządkowania wojsk OPL POW w skład wojsk OPL WOW. W 1999 powrócił do POW, a w 2001 wszedł w skład 1 Korpusu Zmechanizowanego.
15 lipca 2009 Ministerstwo Obrony Narodowej, w nawiązaniu do artykułu Polityczny wymarsz wojsk do Gołdapi, opublikowanego tego samego dnia na łamach „Rzeczpospolitej”, wydało komunikat, w którym ujawniło, że w ramach Programu rozwoju Sił Zbrojnych RP w latach 2007–2012 (wraz z aneksami) 13 pplot zostanie rozformowany, a części jego personelu i sprzętu wojskowego zasilą 15 pplot w Gołdapi.
W 2011 pierwszy dywizjon przeciwlotniczy został podporządkowany dowódcy 15 Gołdapskiego Pułku Przeciwlotniczego.
1 grudnia 2011 w Elblągu odbyła się ceremonia pożegnania sztandaru 13 pplot. Z dniem 31 grudnia 2011 Pułk został rozformowany.

## Struktura
- bateria dowodzenia
- 1 dywizjon przeciwlotniczy
  - 1 bateria startowa
  - 2 bateria startowa
  - 3 bateria startowa
  - 4 bateria startowa
  - 5 bateria startowa
  - bateria techniczna
- 2 dywizjon przeciwlotniczy
  - 1 bateria przeciwlotnicza
  - 2 bateria przeciwlotnicza
  - 3 bateria przeciwlotnicza
- kompania remontowa
- kompania zaopatrzenia
- kompania medyczna
- wojskowa straż pożarna

## Uzbrojenie
- 1950

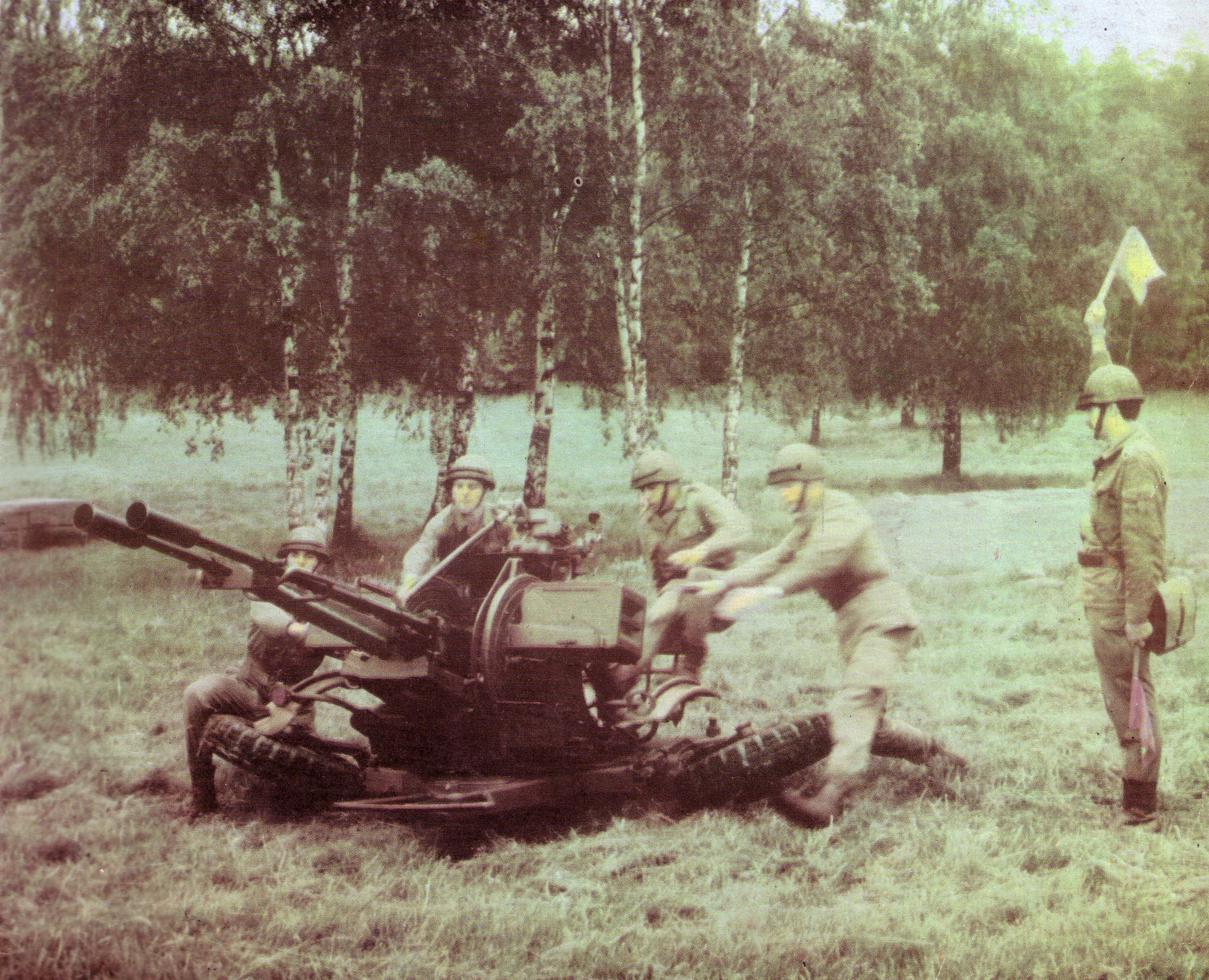
23 mm armata ZU-23-2

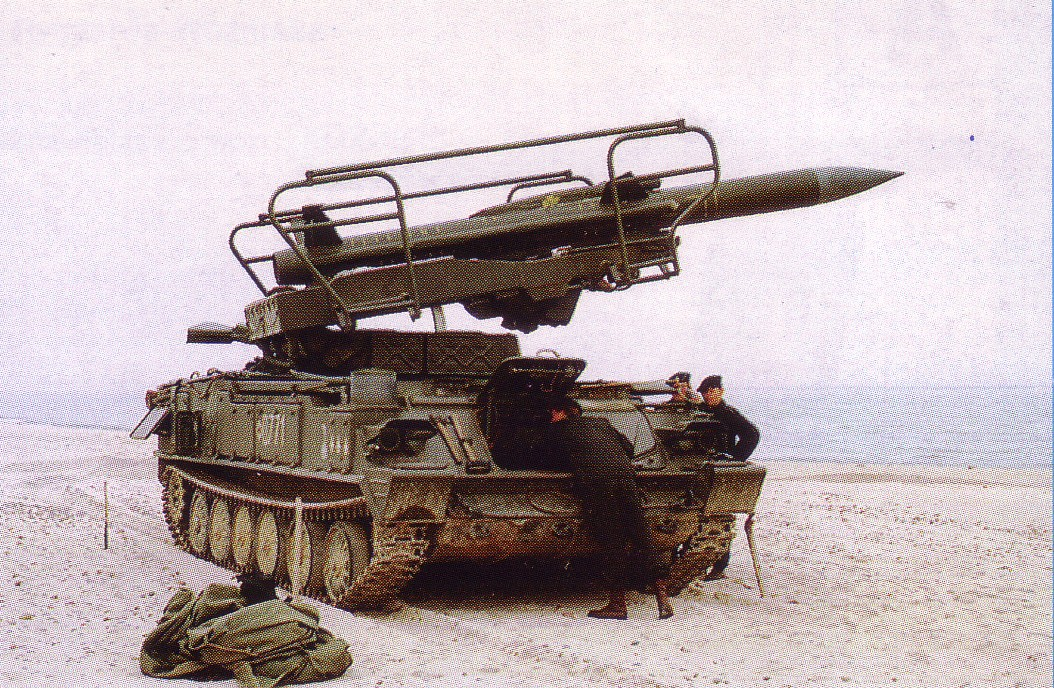
Wyrzutnia rakiet systemu Kub

  - armaty przeciwlotnicze 85 mm i 37 mm
- 1960–1986
  - armata przeciwlotnicza 57 mm S-60
- 1986
  - zestaw rakietowy małego zasięgu 2K12 Kub
  - armata przeciwlotnicza ZU-23-2 (w latach 1987–1989 w pułku nie było ZU-23-2, zamiast nich były zestawy PKM-2, czyli podwójnie sprzężone wkm KPW kalibru 14,5 mm).

## Dowódcy
Dywizjonem a od 1967 roku pułkiem dowodzili:
1. mjr Kazimierz Pundyk (1950–1951)
2. kpt. Stanisław Zakrzewski (1951–1952)
3. kpt. Zygmunt Miklaszewski (1952–1954)
4. kpt. Jerzy Kęsik (1954–1959)
5. kpt. Stanisław Pałasz (1959–1961)
6. ppłk dypl. Józef Ładyński (1961–1975)
7. mjr dypl. Krzysztof Kondracki (1975–1978)
8. ppłk dypl. Zdzisław Niemyjski (1978–1983)
9. płk dypl. Andrzej Matuszak (1983–1995)
10. ppłk dypl. Sławomir Kołodziejski (1995–1997)
11. płk dypl. Jan Kantypowicz (1997–2005)
12. płk dypl. Roman Cieślik (2005–2008)
13. ppłk mgr inż. Waldemar Czapiewski (2008)
14. płk dypl. mgr inż. Cezary Janowski (2008–2010)
15. ppłk mgr inż. Edward Żurawski (2010–2011)

## Osiągnięcia
Szczególne osiągnięcia 13 Pułku Przeciwlotniczego w okresie pokojowej działalności notowane są od momentu formowania jednostki, która przystąpiła do intensywnego szkolenia na armatach przeciwlotniczych 85 mm. W 1951 roku w pierwszej zimowej szkole ognia strzelaniem sprawdzającym na OC Wicko uzyskała ogólną ocenę bardzo dobrą.
W latach 1995 i 1996 Pułk został wyróżniony za osiągnięcia w rozkazie Dowódcy Warszawskiego Okręgu Wojskowego.
Na dorocznej odprawie rozliczeniowo-zadaniowej kierowniczej kadry Wojsk Lądowych w dniu 15 grudnia 2000 dowódca Wojsk Lądowych, gen. dyw. Edward Pietrzyk za osiągnięcia najlepszych wyników w realizacji zadań wyróżnił 13 Elbląski Pułk Przeciwlotniczy dyplomem uznania i ryngrafem Wojsk Lądowych.

### Ćwiczenia
Kolejnym ważnym wydarzeniem dla jednostki był rok 1972, w którym to pododdziały Pułku wzięły udział w ćwiczeniu pod kryptonimem „Styczeń 72” wykonując zadania na ocenę bardzo dobrą. W tym też roku za całokształt szkoleniowo wychowawczy Pułk został wymieniony w Dyrektywie Ministra Obrony Narodowej jako przodujący w Wojsku Polskim.
W 1973 ponownie Pułk wziął udział w ćwiczeniu „Kraj 73” prowadzonym na szczeblu Wojska Polskiego, podczas którego jednostka otrzymała zadanie osłony przeciwlotniczej na rzece Wiśle pod miejscowością Tczew. Pułk za udział w ćwiczeniu uzyskał ocenę bardzo dobrą.
W 1985 Pułk uczestniczył w ramach 16 Kaszubskiej Dywizji Pancernej w międzysojuszniczym ćwiczeniu pod kryptonimem „Przyjaźń 85”. Pułk otrzymał zadanie osłony przeciwlotniczej przeprawy wojsk 16 DPanc. Za udział w tym ćwiczeniu pułk uzyskał ocenę bardzo dobrą.
W 1986 Pułk wziął udział w prowadzonym ćwiczeniu „Tartan 86” prowadzonym przez dowódcę Pomorskiego Okręgu Wojskowego. Pułk w tym ćwiczeniu otrzymał zadanie osłony przeprawy na rzece Odrze w rejonie Kostrzyna. Jednostka ponownie otrzymała ocenę bardzo dobrą.
W 1989 Pułk przygotowywał się do pierwszych strzelań bojowych z zestawów rakietowych „KUB”. Po pierwszym okresie szkolenia pułk został poddany kontroli, którą przeprowadzili oficerowie Szefostwa Wojsk OPL WP. W ramach tej kontroli sprawdzono dowódców baterii startowych i stacji radiolokacyjnych oraz operatorów SSWN, którzy wykonali strzelanie szkolne na ocenę bardzo dobrą. Oficerowie prowadzący kontrolę uznali ww. za najlepszych na szczeblu WOPL.
W 1994 po raz pierwszy pułk odbył strzelanie bojowe z zestawów rakietowych „KUB” na OC Ustka gdzie uzyskał ocenę bardzo dobrą i został wyróżniony w rozkazie specjalnym dowódcy Warszawskiego Okręgu Wojskowego. Do wyróżniających się pododdziałów należały 1 bateria startowa dowodzona przez kpt. Marka Politowskiego i 2 bateria startowa dowodzona przez kpt. Waldemara Czapiewskiego.
W 2000 pułk uczestniczył w ćwiczeniu dowódczo–sztabowym połączonym ze strzelaniem bojowym pod kryptonimem „Jantar 2000”, z którego to otrzymał ocenę bardzo dobrą. W historii pułku było to już trzecie strzelanie bojowe, a zarazem szczególne ze względu na obchody 50-lecia istnienia pułku.
W trzeciej dekadzie października kadra pułku zdawała egzaminy ze szkolenia ogólnowojskowego i bojowego przed Inspekcją Sił Zbrojnych RP pod kierownictwem gen. bryg. Józefa Baranowskiego. Podczas prowadzonej kontroli sprawdzono utrzymanie sprzętu bojowego, technicznego oraz działalność szkoleniowo – wychowawczą, a także działalność sztabową pułku. Egzaminujący oficerowie 13 pplot wystawili ocenę dobrą, jako najwyższą wśród kontrolowanych jednostek Wojska Polskiego.
W 2002 do ważniejszych osiągnięć pułku należy zaliczyć szkolenie poligonowe 2 dywizjonu przeciwlotniczego, który zaprezentował wysoki poziom wyszkolenia obsług i ich zdolności ogniowe wykonując artyleryjskie strzelania bojowe z ZU-23-2 na ocenę bardzo dobrą.

### Indywidualne wyróżnienie
W 1996 roku zgłoszono najcenniejszy projekt wynalazczy w WOW i następnie w WP pod nazwą „Modernizacja urządzenia do hermetyzacji rakiet 3-MQ ME/M-3-E w pojemnikach K-5P-A i przedłużenia ich niezawodności”. Powyższy projekt został uznany za najlepszy na szczeblu WP. Twórcą tego projektu był kpt. Marian Piłat.